# Proconica flaviguttalis
Proconica flaviguttalis là một loài bướm đêm trong họ Crambidae.